# 울산광역시
울산광역시(蔚山廣域市)는 대한민국 남동부에 있는 광역시이다. 서쪽으로 경상남도 밀양시, 양산시, 경상북도 청도군, 북쪽으로 경상북도 경주시, 남쪽으로 부산광역시 기장군과 접한다. 태화강이 울산광역시를 통과하여 동해로 흐르며, 동해안에 울산항과 방어진항, 온산항이 위치한다.
HD현대중공업, 현대미포조선 등의 대기업 본사들과 현대자동차, 현대모비스, 현대제철, 한화솔루션, 롯데케미칼, SK이노베이션, S-OIL, LG화학, LG생활건강, LS MnM, 금호석유화학 등의 대기업들이 있고, 한국석유공사, 한국에너지공단, 에너지경제연구원, 한국동서발전, 한국산업인력공단, 근로복지공단, 안전보건공단, 온산공업단지(온산공단) 등 공기업이 있으며, 자동차·조선 및 석유화학 공업이 발달해 있다.
2014년 기준 1인당 GRDP 6,110만원으로 전국에서 가장 높으며 대한민국 최대의 공업수도이자 공업도시다. 이 영향으로 울산은 대한민국 총 수출의 17.7%를 차지한다. 산업 발달의 영향으로 인구가 급증하여 1997년 7월 15일 광역시로 승격되었다. 특별·광역시 중 관할 면적이 두 번째로 넓지만 인구는 가장 적어서 인구밀도가 가장 낮다.

## 지명
구체적으로 ‘울산(蔚山)’이라는 이름은 조선 태종때인 1413년에 ‘울주(蔚州)’를 ‘울산군(蔚山郡)’으로 개칭하면서 역사상에 처음 등장한다.  ‘울주’라는 명칭은 그 이전에도 사용되었던 것으로 보이는데, 이는 고려 현종 9년인 1018년에 처음으로 발견된다. 이외에는 공화(恭化), 흥례(興禮), 하곡(河谷), 굴아화(屈阿火) 등이 울산 지역의 지명으로 쓰였던 것으로 보인다.
이렇게 울(蔚)자가 울산광역시의 지명으로 사용된 것은 선사시대에서 그 연원을 찾을 수 있다. 삼한시대에는 울산광역시 울주군 웅촌면과 경상남도 양산시 웅상읍에 걸쳐 당시 소국인 우시산국(于尸山國)이 위치하고 있었는데, 이두의 표기법에 의하면 이는 울산이 된다. 흔히 이두에서는 시(尸)를 ㄹ의 표기로 사용했으므로 우+ㄹ+산이 되는 것이다. 아마도 울뫼나라, 울산국 정도로 불리지 않았을까 추정된다.
울은 한국어의 옛말에서 울타리, 혹은 성(城)을 의미한다. 따라서 울뫼나라는 "성으로 둘러싸인 나라"나 "산이 성처럼 둘러싸인 나라"의 의미로 볼 수 있으며, 울뫼나라가 지금에 이어진 것이 울산이라는 지명으로 굳어졌다고 볼 수 있다.

## 역사
역사 이전인 선사시대 무렵부터 울산 지역인 언양읍 인근에 사람이 살았다는 증거가 있다. 반구대암각화는 산짐승과 들짐승을 쫓는 사냥 그림, 가축을 사육하거나 맹수를 방어하기 위한 나무울타리 등이 그려진 벽화인데, 이러한 벽화가 언양읍에서 발견되었기 때문이다. 또한 이 벽화에는 많은 인원을 동원해야 했을 고래잡이 그림도 함께 그려져 있어 당시 울산 지역에는 많은 사람들이 취락을 이루며 살고 있었음을 알 수 있게 되었다.
그러나 이러한 자료들에도 불구하고 보다 정확한 울산광역시의 역사는 삼한시대에 이르러 본격화되었다.

### 삼한시대

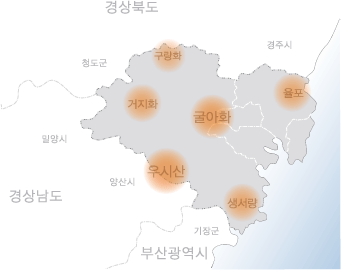
삼한시대 울산의 소국들

아직까지 정확한 위치가 발굴된 것은 아니지만, 울산광역시에는 삼한시대 진한의 소국이었던 우시산국(于尸山國)이 위치했던 것으로 보인다. 학계에서는 울주군 웅촌면 하대마을 주변에서 검단리까지를 중심이었던 것으로 보며 경상남도 양산시의 웅상읍까지 그 세력이 뻗쳐 있었던 것으로 추정한다. 주로 하대마을과 검단리를 중심으로 보는 것은 이 주변에서 대대리고분군과 검단리유적 등이 발굴되었기 때문인데, 특히 하대마을에서 발굴된 고분군은 봉분의 규모로 보아 상당한 세력이 있었던 사람의 것으로 생각된다.
우시산국은 몇 유적이 발굴되었을 뿐 정확한 위치나 규모를 알 수 없다. 그런데도 울산의 중요한 옛 기록으로 보고 있는 것은 울산이라는 이름의 유래를 추정할 수 있는 자료가 되기 때문이다. 예전 기록에서 지명의 ㄹ받침은 주로 시(尸)자를 적어 표시했는데, 이 우시산국의 지명은 울산이라는 지명이 당시에도 사용되었을 가능성을 보여준다. 곧 우(于) + ㄹ(尸) + 뫼(山) + 나라로 분석되는 울뫼나라, 혹은 울산국 등으로 이미 불리고 있었다는 것이다. 웅촌과 웅상 주변이 산으로 둘러싸인 곳이라는 점에서 울이라는 이름의 의미도 해석할 수 있게 된다.
한편 중구 다운동, 울주군 범서읍 구영리, 굴화리 주변에는 굴아화촌(屈阿火村)이라는 촌락, 혹은 굴지화국(屈知火國)이라는 나라가 존재했다. 이곳은 태화강을 끼고 있으며 강이 휘어 있다는 의미로 굴아(屈阿)라는 글자를 쓴 것으로 보인다. 또한 울주군 언양읍 주변에는 진한의 소국이며 거지화촌(巨知火村)으로 불렸던 거지화국(기저국)이, 울주군 서생면 주변에는 읍락의 형태인 생서량촌(生西良郡)이 위치해 있었다.

### 신라시대
그러나 우시산국은 삼국시대인 기원후 80년, 사로국 탈해 이사금에게 정벌되었다. 이는 거도(巨道) 장군에 의한 것이었는데, 당시 그는 사로국의 국경에 우시산국과 거칠산국이 접해 있는 것을 우려했기 때문이었다. 이에 거도는 굴아화촌 부근에서 말타기 놀이를 몇 해 벌이다가 기습을 펼치는 전술로 두 나라를 복속시키게 된다. 이후 우시산국은 우화(于火)라 부르게 되었고, 서생 근처에 있었던 동안군의 영현이 되었다. 경덕왕 16년에 이르러서는 우풍현(虞風縣)으로 다시 이름을 바꾸었다.
파사 이사금 때에는 굴아화촌에 계변성, 화성군이 속한 지변현(知邊縣)을 설치하였으며, 경덕왕 16년인 757년에는 하곡현(河曲縣)으로 이름을 바꾸고 이를 임관군의 아래에 두어 통치하였다. 당시 하곡현을 관할했던 임관군은 삼한시대에 모화라 불리던 지역으로, 지금 경주시가 된 모화리에 처소를 두고 있었지만 율포(북구 농소 지역)와 굴아화 등 울산 지역의 많은 부분을 통치하는 행정구역이었다.
한편, 언양 근처의 거지화촌과 서생 주변의 생서량촌도 사로국에 귀속되었다. 거지화촌은 지금의 양산시 근처인 양주의 관할 아래 거지화현(巨知火縣)으로 두었으며, 경덕왕 16년에 헌양현(巘陽縣)으로 개칭하였다. 거지화촌은 지금의 울주군 언양읍과 상북면 길천리 일대를 말한다. 일반적으로 삼한시대에 사로국에 귀속되는 경우 국읍형태의 지역은 주나 군을 두고 읍락단위에는 촌이나 성을 두었는데, 서생의 생서량촌의 경우 읍락단위였음에도 군사적 중요성을 감안해 촌 ·  성이 아닌 군을 설치하여 더 큰 지역인 우시산국(우풍현)을 영현으로 두었다.
그리고 하곡현(굴화 지역)의 통제를 받는 일개 촌이었던 계지변이라는 마을이 있었다. 지금의 학성동과 복산동 일대로 추정되는 이 지역은 신라시대 말기에 계변성(戒邊城)으로 불렸는데 신학성(神鶴城)으로 개칭하였다는 기록이 있다. 신학성으로 불리게 된 것은 효공왕 5년에 한 쌍의 학이 울어 이 지역의 사람들이 신학(神鶴)으로 불렀다는 것으로 그 기원을 삼고 있으나, 사실 이 지역을 다스리던 호족인 박윤웅의 출생을 설명하는 것으로 보기도 한다. 박윤웅의 집안은 신라시대 말부터 울산 지역의 호족으로 이름이 높았으며, 박윤웅 대에 들어 최고 실력자인 호족장으로 확립되었다. 이에 하곡현의 하위 지역이었던 신학성은 신라의 멸망 앞에서 신라와 함께 고려에 투항하지 않고 독자적으로 미리 투항했으며, 고려의 개국공신이 되었다.

### 고려시대
고려가 세워지면서 울산 지역의 행정구역에도 큰 변화가 있었다. 고려 태조가 울산 지역의 호족장인 박윤웅의 도움을 받아 고려를 건국된 것을 치하하며, 또 지방 호족의 군사적 행동을 막기 위하여 그의 세력 아래 있던 세 현(縣)을 합하여 새로운 행정구역인 흥례부(興禮府)를 만들었던 것이다. 물론 이와 같은 조치는 일시적이었으며, 고려 성종때 있었던 대대적인 행정구역 개편 때 울산은 지금의 김해 지역인 영동도(嶺東道)의 김주(金州) 공화현(恭化縣)으로 격하되고 별호로 학성(鶴城)을 부여받는다.
본래 울산 지역은 신라를 거치면서 하곡(굴화 지역)과 동진(강동 지역)을 임관군(경주 모화 지역)이 다스렸고, 동안군(서생 지역)이 우풍(웅촌 지역)을 다스리는 등 분리되어 있었는데 고려가 건국되면서 박윤웅을 중심으로 울산 지역의 세 현을 하나로 모으게 된 것이다. 이때부터 현재 울산 지역의 기틀이 마련되었다고 할 것이다. 이러한 흥례부는 지금의 광역시 형태로 중앙정부를 축소한 향리를 둘 수 있게 하였으며, 이 시기에 거주지별로 성과 본관이 책정되면서 울산 지역의 토성(土姓)은 박, 이, 전, 목, 오, 윤, 임, 문 가(家)로 정리되었다.
한편 당시에는 토착 세력을 정리하고 왕권을 강화하기 위해 지방 호족의 무장을 해제시켰던 시기이기도 하다. 따라서 고려에 투항하지 않았던 토착 세력들도 존재했는데, 이 시기 울주군의 범서읍 지역이 천민마을인 부곡으로 지정되었다고 한다. 자세한 연유는 나와 있지 않지만 울산 지역이 흥례부에서 공화현으로 격하된 것과 때를 같이 하는 것을 보면, 아마도 세력다툼을 통해 고려에 투항하지 않았거나, 고려 중앙에 거스르는 행위를 해서 천민마을로 지정되지 않았을까 한다.
시간이 지나고 고려 현종 9년에 이르러 새로운 행정구역 개편이 단행되었는데, 당시 울산은 56주군의 하나인 경상도 울주(蔚州)으로 편제되었으며 그 아래 지금의 언양읍인 헌양현(巘陽縣)과 기장현, 동래현을 속현으로 두게 되었다. 이러한 행정구역 개편은 작은 부침 속에 고려시대 말까지 전개된다.

### 조선시대
고려 시대가 막을 내리고, 이성계의 조선이 개국하였다. 조선은 개국 후 얼마간 같은 행정구역 체계를 유지하다가 조선 태종 13년인 1413년에 지방행정구역 정비를 단행하였는데, 당시에는 전국을 8도로 나누었다. 울산이 속한 경상도는 1목, 3도호부, 7군, 17현으로 구성되었는데 당시에는 울산이 군급(울산군)이었으며 언양은 현으로 편제(언양현)되었다. 당시 지명에 붙어 있던 많은 주(州)가 산(山)이나 천(川)으로 바뀌었으며 울산도 울주에서 울산으로 바뀌었다.
조선 중종 14년인 1519년에 다시 개편된 지방행정구역에서는 경상도가 낙동강을 경계로 경상좌도와 경상우도로 분리되었다. 울산은 경상좌도에 포함되었으며, 울산군의 행정구역은 계속되었다. 조선 선조 25년인 1592년에는 임진왜란이 발생하게 되는데, 임진왜란에서 울산 지방의 의병 활약이 뛰어나 조선 선조 31년인 1598년에 울산군이 울산도호부로 승격되었고 일시로 언양현이 합속되어 판관을 두게 되었다. 광해군 4년인 1605년에 언양현이 울산도호부에서 분리된다.
조선 고종 32년인 1895년에는 전국에 23부제가 실시되었는데 울산도호부는 울산군으로, 언양현은 언양군으로 개칭되었다. 그리고 건양 원년인 1896년에 전국을 13도 1목 9부 329군으로 개편하면서 울산은 3등급의 군으로, 언양은 4등급의 군으로 편제되었다. 당시에는 전국을 13도로 나누면서 경상도를 남북으로 분리, 경상남도와 경상북도가 되었고 울산은 경상남도에 속하게 되었다. 또한 1906년에는 경주군 일부를 울산군에 편입해 두북면이 되었으며, 울산군 웅상면을 양산군에 편입하였다. 또 남쪽의 온남면과 외남면 일부를 외동면으로 하여 양산군에 편입하였는데 후에 다시 서생면으로 흡수된다.
대한제국기에 울산에는 울산 최초의 공립학교인 개진학교가 설립되었다. 1903년의 일인데, 1907년 울산공립보통학교로 개명한 뒤 현재 울산초등학교로 남아 있다. 병영에는 1906년에 현재의 병영초등학교인 일신학교가 설립되었으며 언양에도 영명학교(언양공립학교로 개명)가 설립되었다.

### 일제강점기
경술국치 이후 전개된 일제강점기 울산에는 큰 변화가 없이 행정구역상의 소소한 변화가 주로 일어났다. 먼저 1910년 9월 1일에는 현재의 두동, 두서면을 포괄하고 있었던 두북면을 두동면과 두서면으로 각각 분할하였으며, 1914년 3월 1일에 지금의 언양읍인 언양군을 울산군과 병합하여 25면의 군(郡)으로 만들었다. 속현이나 짧은 시간이 아닌, 비교적 오랜 기간 동안 울산이 언양과 한 행정구역을 공유하게 된 것은 당시가 처음이었으며 당시의 모습은 지금까지 계속해 유지되어 오고 있다.
한편, 대대적인 행정구역 개편이 있었던 1914년 4월 1일에는 각 면을 합쳐 새로운 이름을 한 면(面)이 많이 만들어졌는데, 지금의 중구 지역인 부내면(상북면과 내현면의 합면), 지금의 북구 농소동 지역인 농소면(농동면과 농서면의 합면), 지금의 중구 병영동 지역인 하상면(하부면과 내상면의 합면), 지금의 남구 야음동 지역인 대현면(현남면과 현북면의 합면), 지금의 울주군 온양읍 지역인 온양면(온남면과 온북면의 합면), 지금의 언양읍 지역인 언양면(상북면과 중북면의 합면)을 각각 만들었다. 이로써 울산은 19개 면으로 편제되었다.
그리고 1917년 10월 1일에는 부내면을 울산면으로 개칭하였으며, 1928년 4월 1일에는 상남면과 하북면을 상북면으로 합면하여 울산은 총 18개의 면으로 구성되었다. 또한 1931년 11월 1일에는 울산면을 울산읍으로 승격해 1읍과 17면으로 구성되게 되었으며, 1933년 1월 1일에는 삼동면과 중남면을 삼남면으로 합면하여 1읍 16면으로 편제되었다.
1937년 7월 1일에는 울산군 방어진면(1931년 동면에서 개칭)을 방어진읍으로 승격하여 2읍 15면이 되었는데, 방어진읍은 현재 동구로 동구가 당시에는 울산 시내와 비슷한 수준의 도심 규모를 유지했던 것으로 생각할 수 있다. 1945년 4월 1일에는 지금의 남구 공업탑과 야음동 일대인 대현면(大峴面)을 울산읍에 합면하여 총 2읍 14면으로 편제되게 되었다.
일제강점기에는 울산이 일제의 군수물자 수송의 최적지로 이용되었다. 울산은 일제와 지리적으로 가까웠으며, 그에 따라 일제의 침략 물자 수송을 위한 많은 시설들이 만들어졌던 것이다. 대표적으로 울산우편국이 있는데, 울산우편국은 일제시대에 만들어져 지금까지 우체국으로 사용되고 있을 정도로 그 역사가 깊다. 1905년 5월에 지금의 북정동 일대인 울산군 상부면에 울산임시우체소가 개소돼 체신업무를 수행하기 시작했으며, 1910년 10월 1일에 울산우편국으로 개칭되었다. 1911년 4월에는 창원 ·  대구와의 정기채송을 시작했고, 1914년에는 경주와도 정기채송을 시작하였다. 시간이 지나 1950년에는 울산우체국으로 이름을 변경하여 오늘에 이르고 있다.
울산에 전화가 들어온 것도 당시였다. 1908년 11월에는 울산에 처음으로 전화가 등장하였고, 1910년에는 울산과 방어진 간에 전화가 가설되었다. 또한 1911년 6월에는 양산 서창 ·  언양으로 시외전화가 개통되었고 1914년 7월에는 밀양으로, 같은 해 12월에는 김해까지 시외전화가 개통되었다. 그러다 1920년에는 우편국마다 간이교환대가 설치되어 통화가 이루어졌으며 부산까지 시외통화가 가능해졌다. 서울까지는 1930년 들어 전화가 연결되었다.
이외에 울산에 비행장도 건설되었는데, 이는 대한민국 역사상 가장 처음 만들어진 국제공항이었다. 일제는 일본의 규슈(九州)지방과 거리가 가까운 울산의 달동 일대 농경지를 강제로 강탈하여 1928년 12월 2일에 울산비행장을 개장하였는데, 이는 여의도비행장보다 5개월가량 빠른 것이었다. 준공 당시 울산비행장은 남북의 길이가 600m였으며 격납고가 350평, 일본항공 사무소 35평, 공항사무소는 30평이었다. 1931년 8월에는 항공기를 첫 취항하였으며, 일본항공의 울산출장소로 일본 후쿠오카 사이를 오가는 12인승 쌍발 비행기를 매일 1회씩 운행하였다. 이곳에는 세관도 설치되어 운영하였다.
울산에 최초로 일본과 연결되는 국제공항이 건설된 것은 일제의 만주 침략과도 관계가 깊다. 당시 비행기는 먼 거리를 이동하기가 어려웠는데 서울이나 만주, 신의주, 중국 대련 등을 거쳐 중국이나 소련으로 가기 위해서는 일본 본토와 가까운 울산을 경유하는 것이 유리했기 때문이었다. 그러한 기능을 하기 위해 주변이 논밭으로 되어 있는 울산의 삼산 일대는 비행장을 만들기에 적합한 지역이었을 것이다.
그러다 울산비행장은 1936년부터 운영난에 빠져 휴항하게 되었으며, 1937년에는 대구비행장으로 그 기능을 옮기게 된다. 1941년에 일제가 태평양전쟁을 벌이면서 군사비행장으로 개조하여 일본에서 대륙을 오가는 군수물자의 운반과 연료공급기지로 다시 개항하였다. 1945년에 해방이 된 후에는 대한민국 국방부에서 관리하다가 유사시를 대비해 일부를 활주로로 남기고 논으로 만들어 농민에게 불하하였고, 1980년대 울산의 도시계획 확장으로 주거단지로 바뀌어 오늘에 이르고 있다.

### 대한민국 정부 수립 이후
광복과 함께 일제가 한반도에서 물러났다. 그러나 일제강점기 당시의 행정 체계를 그대로 유지했던 것과 같이, 울산의 행정구역도 큰 변화가 없이 그대로 유지되었다. 다만 광복 얼마 뒤인 1946년 1월 1일에 울산읍으로 합쳐져 있던 지금의 남구 지역이 대현면으로 다시 환원되었다. 울산읍이 태화강 이북의 지역을 관할하던 행정구역이라는 점에서 실질적인 생활권으로 구분한 것으로 생각할 수 있다.
38도선 이남에 대한민국 정부가 수립되고, 울산 지역도 대한민국의 실질적인 영토에 속하게 되었다. 1950년 6월 25일에는 38도선 이북에 있던 조선민주주의인민공화국과의 한국전쟁이 발발하였는데, 최후의 방어선이었던 낙동강 이남 지역에 속한 울산은 조선민주주의인민공화국(북한)과의 큰 전투가 없었다. 다만 울산의 서부 지역(지금의 울주군 지역)에서는 안강 전투로 인해 발생했던 포항과 경주 지역의 피난민들이 몰려들어 큰 혼란이 있었다고 한다.
전쟁이 끝나고, 4·19 혁명이 일어나 이승만이 대통령 자리에서 물러났다. 그리고 박정희의 5·16 군사정변이 일어나면서 국가재건최고회의가 생겨났는데 여기서 울산을 특정공업지구로 결정 ·  고시하게 된다. 1962년 1월 27일의 일이었는데, 당시 특정공업지구로 결정된 곳은 지금의 울산 중구 ·  남구 ·  동구 ·  북구 지역의 일부에 해당하는 울산읍 ·  방어진읍 ·  하상면 ·  대현면 전역과 농소면 송정리 ·  화봉리, 범서면 무거리 ·  다운리였으며 지금의 울주군 청량면에 속하는 청량면 두왕리도 특정공업지구에 속하게 되었다.

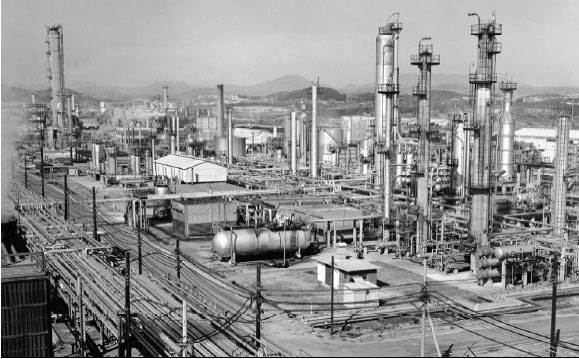
울산 정유공장 (1969년)

그리고 같은 해 6월 1일에는 위 지역을 경상남도 울산시로 승격하였다. 지금 울산광역시의 모태가 되는 행정구역인데, 위 지역이 울산시로 승격되면서 잔여 지역인 울산군은 울주군으로 개칭되었다. 울산시 지역에는 세 개의 출장소가 설치되었으며 구 방어진읍 지역에는 방어진출장소를, 구 대현면 지역에는 장생포출장소를, 구 하상면 지역에는 병영출장소를 설치하였다. 그리고 1963년 11월 1일에는 구 울산읍 지역에 중앙출장소를 설치하였고, 1972년 7월 1일 울산시의 53개 법정동을 31개 행정동으로 개편해 행정의 편의를 도모했다.
1976년 4월 20일에는 방어진출장소를 제외한 모든 출장소를 폐지하고, 시에서 직접 행정업무를 담당했다. 또한 1985년 7월 15일에는 울산시에 구제(區制)가 실시되어 중구와 남구를 설치했으며 방어진출장소를 중구에 편입하였다. 이로써 울산은 2개의 구와 하나의 출장소, 40개의 동으로 편제되었다가 같은 해 8월 10일 중구 방어진출장소가 시 직할 출장소로 승격되어 2개의 구와 40개의 동으로 편제되었다.
시 직할 출장소의 지위였던 방어진은 1988년 1월 1일자로 동구로 승격되었다. 이로써 울산은 3개의 구, 40개의 동으로 편제되었다. 이후 수 년간 울산에는 이렇다 할 행정구역의 변화가 없었고, 그 형태가 계속해서 유지되었다.
그러던 중 1995년에는 지방자치제의 개정과 함께 도농복합형태의 도시가 각지에 생겨나면서 울산도 울산시와 울산군(1991년 울주군에서 명칭 환원)이 통합되었다. 통합 울산시는 경상남도의 관할로, 지금과는 달리 산하 구가 소속 일반구의 역할만을 하고 있었으며 시역(市域)은 현재의 울산광역시의 시역과 일치하는 지역이었다. 이렇게 새롭게 도농복합형태의 도시로 출범한 것은 당시 울산시와 울산군 사이의 생활권이 통합적으로 이뤄졌음을 의미하는데, 통합 울산시의 발족으로 울산은 생활권을 같이 하는 주민들에게 통합적인 행정 편의를 제공할 수 있게 되었다. 기존 울산군(읍·면) 지역을 관할하는 울주구를 설치하였는데, 한국 행정구역 사상 동이 아닌 읍·면만을 관할한 유일한 구였다.
통합 울산시의 발족 이후, 울주구는 인구 증가와 시가지의 발달로 1996년 3월 1일에 당시 언양면과 온산면을 언양읍과 온산읍으로 승격시키는 변화를 겪게 되었으며, 급기야 1997년 7월 15일에는 울산이 광역시로 승격되었다. 광역시 승격의 사유는 여러 가지가 있을 수 있겠으나 인구 100만 명을 넘는 거대 시가 되었다는 점, 인근 지역의 위성도시가 아닌 독자적인 생활권을 담보하는 지역이었다는 점 등의 이유에서 광역시로 승격되었다고 할 수 있다. 다만 대통령의 울산직할시 공약과 울산시민들의 직할시 승격운동도 광역시 승격에 큰 역할을 했음을 부정할 수는 없다. 인구가 100만 명이 넘고 독자적인 생활권이 담보되어도 광역시로 승격되지 않은 도시도 많다.
새로 생겨난 울산광역시는 부산광역시나 인천광역시와 같이 광역시 안에 구와 군을 포함시킨 도농복합도시의 형태였으며, 광역시 승격과 함께 하위 행정구역이면서 일반구였던 구가 자치구(중구, 동구, 남구) 및 군(울주구→울주군)으로 승격되었다. 또한 울주구보다는 울산시의 시역과 생활권을 같이 하는 당시 울주구 농소 지역에 구를 설치하여 북구로 하였다. 이로써 울산광역시는 네 개의 구와 하나의 군을 시역으로 하는 지금의 형태를 갖추게 되었다. 이후 2001년 3월 1일에는 범서면과 온양면을 범서읍, 온양읍으로 승격시키면서 오늘에 이르고 있다.

## 자연

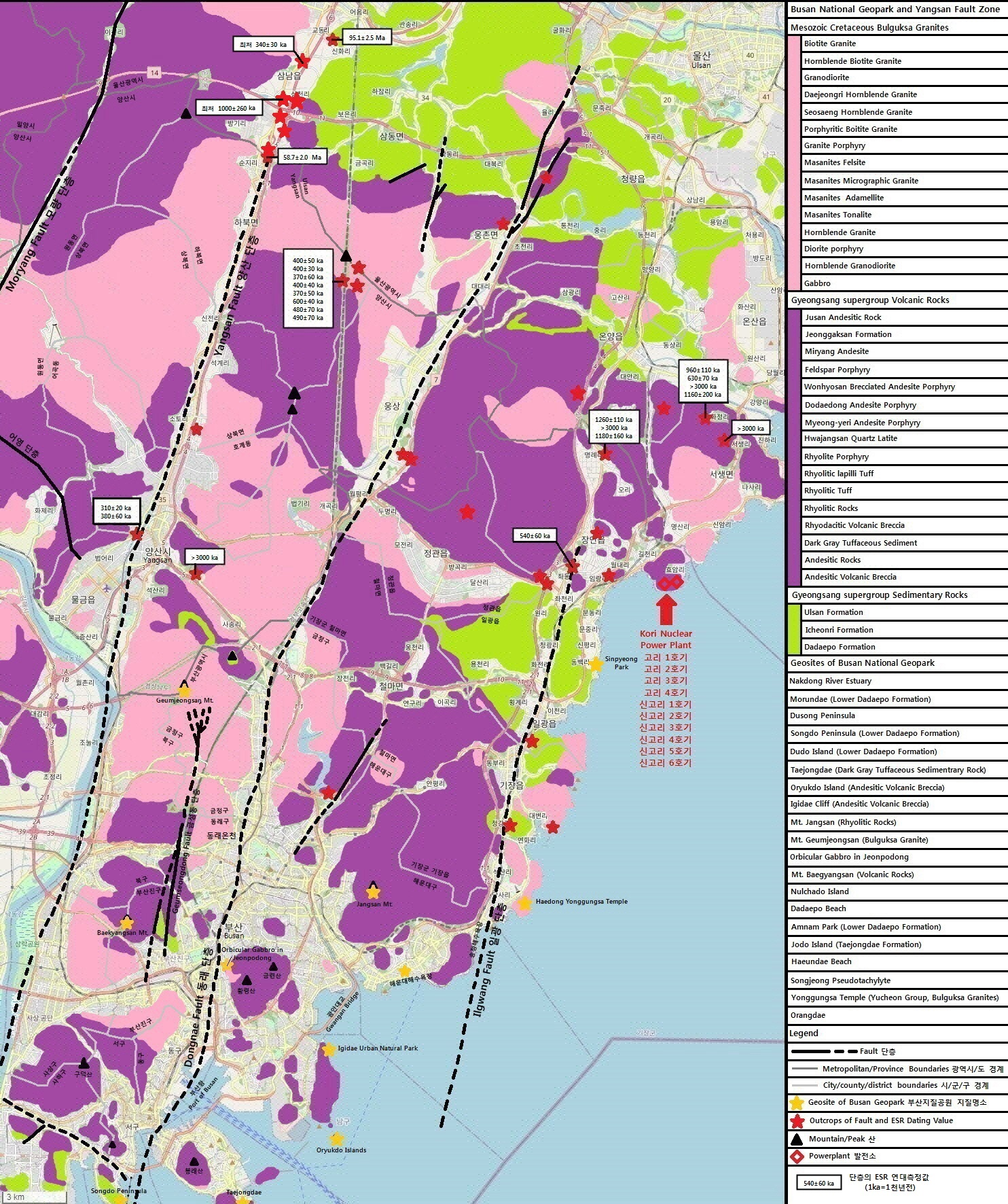
울산광역시 남부와 부산광역시의 지질

### 지리
울산광역시는 대한민국의 남동쪽, 경상남도의 북동쪽에 위치하고 있으며 북쪽으로는 경상북도 경주시, 북서쪽엔 경상북도 청도군, 남서쪽엔 경상남도 양산시와 밀양시, 남쪽엔 부산광역시 기장군과 접하고 있다. 행정구역상 청도군, 밀양시와 인접해 있으나 산으로 가로막혀 있어 교통이 좋지 않다. 따라서 울산광역시는 양산시와 경주시, 부산광역시 기장군과 교류가 활발하다. 동남 해안가에 위치하여 도시의 동쪽으로는 동해와 맞닿아 있다.
태백산맥이 남북으로 종주하여 서쪽은 신불산(1,159m)·가지산(1,241m)·고헌산(1,033m)·운문산(1,188m) 등의 높은 산이 가로막고 있고, 동쪽은 동대산맥이 남북으로 달리면서 방어진 반도를 이루고 있다. 이 서부산지와 동대산맥 사이에 지구상(地溝狀)의 울산평야가 있으며, 동류하는 태화강과 울산 단층을 따라 남류하는 동천강(東川江)은 이 평야를 흘러 하구에 삼각주를 퇴적하여 비옥한 농경지를 형성하며 울산만으로 흐르고 있다. 울산만에는 대한민국 국가수출 1위 항만인 울산항이 자리 잡고 있으며, 이밖에 미포항, 장생포, 울산신항, 방어진항, 정자항 등이 있다.
울산광역시 내에는 태화강과 회야강 등이 큰 물줄기를 이르며 흐르고 있다. 우선 태화강은 울산광역시를 동서로 가로지르는 국가하천으로 중구와 남구 등 중심 시가지를 가로지른다. 총 48km의 이 하천은 사연천과 동천 등 지류가 있다.
태화강은 생활하수와 공업하수가 뒤섞여 수질이 무척이나 좋지 않았으나, 최근 수질개선사업으로 연어가 회귀하는 등 5급수의 수질이 2급수 수준으로 상향되어 태화강 상류에는 갈겨니 ·  꼬치동자개 ·  수수미꾸리 ·  납자루 등 희귀 생물이 다시 서식하게 되었다. 울산광역시의 남쪽에 위치한 회야강도 태화강과 함께 동해로 흘러들어간다.
120만명의 울산시민 중 60만명이 태화강의 연선에 거주하고 있다. 하구는 울산만을 이루며 동해로 이어진다. 울산만은 만구의 폭이 약 2 km, 북쪽으로 8 km가량 만입하여 있는데, 동안에 방어진항, 서쪽에 장생포가 있다. 울산만은 익몰만으로서 수심이 깊어 거선이 출입할 수 있는 양항이다.
이와 같이 큰 국가하천의 존재로 공업용수가 풍부한 점이나 울산만으로 항구의 입지가 좋은 점은 울산이 국내 최대의 공업도시로 성장할 수 있는 기반이 되었다. 특히 태화강 하구를 중심으로 자동차공단, 석유화학공단, 조선소 등이 위치하고 있으며 이들은 울산광역시의 주력 산업시설이 되고 있다. 최근에는 태화강의 수질개선으로 태화강에서 수영대회 ·  용선대회 ·  자전거대회 등 국내 ·  외 대회들이 열리고 있다.
행정구역상 울주군 지역에 해당하는 울산광역시 서부 지역은 태백산맥의 줄기가 이어져 주로 높은 산지를 이루고 있다. 가지산, 신불산 등 이 일대의 높은 봉우리들과 산줄기는 수려한 경관으로 인하여 가지산 도립공원으로 지정되었으며, 영남 알프스라는 별명을 가지고 있다. 서부 지역의 산줄기에는 작천정 계곡, 석남사, 신불산 군립공원 등 많은 관광지가 위치하고 있다.
이외에도 낙동정맥에서 갈라져 나오는 삼태지맥, 호미지맥, 남암지맥, 용천지맥 등의 산줄기가 동해까지 깊숙이 이어져 있기 때문에, 전체적으로 산이 많은 지세를 가지고 있다. 이들 산줄기는 크게 낮지 않으면서도 험하지 않아, 시민들에게 인기있는 등산 코스가 많다. 북구의 무룡산, 남구의 문수산 등이 대표적이다. 그리고 울주군의 남쪽 해안에 있는 간절곶은 한반도에서 가장 해가 일찍 뜨는 곳으로, 새해 일출 명소로 각광받고 있다.

### 지질
울산광역시는 경상 누층군 대구층 및 불국사 화강암류와 제3기 지층으로 구성되어 있다. 특히 경상 누층군 대구층에는 울주 대곡리 반구대 암각화, 천전리공룡발자국화석, 유곡동공룡발자국화석, 울주 대곡리 공룡발자국 화석, 울주 대곡리 공룡발자국 화석 등 다양한 지질유산이 있다. 또한 울산시에는 양산 단층, 울산 단층, 일광 단층 및 동래 단층이 통과한다. 

### 기후
울산은 난류의 영향으로 비교적 따뜻한 겨울 날씨를 보인다. 눈은 아주 가끔 오는 정도이다. 2013년 8월 8일 최고기온 38.8°C로 관측 사상 최고 기록을 경신하였고, 8월 10일에는 울산공항이 비공식적으로 40.3°C를 기록하였다. 관측 사상 최저 기온은 1936년 1월 27일의 -16.7°C였다. 최근에 이를수록 강수량과 연평균 기온이 높아지고 있어 1994년에서 2007년까지의 기록에 의하면 연평균 강수량은 1,300mm가량이며 연평균 기온은 15.11°C이다.
| 울산기상대 (울산광역시 중구 약사동, 해발 81.14m)의 기후 | 울산기상대 (울산광역시 중구 약사동, 해발 81.14m)의 기후 | 울산기상대 (울산광역시 중구 약사동, 해발 81.14m)의 기후 | 울산기상대 (울산광역시 중구 약사동, 해발 81.14m)의 기후 | 울산기상대 (울산광역시 중구 약사동, 해발 81.14m)의 기후 | 울산기상대 (울산광역시 중구 약사동, 해발 81.14m)의 기후 | 울산기상대 (울산광역시 중구 약사동, 해발 81.14m)의 기후 | 울산기상대 (울산광역시 중구 약사동, 해발 81.14m)의 기후 | 울산기상대 (울산광역시 중구 약사동, 해발 81.14m)의 기후 | 울산기상대 (울산광역시 중구 약사동, 해발 81.14m)의 기후 | 울산기상대 (울산광역시 중구 약사동, 해발 81.14m)의 기후 | 울산기상대 (울산광역시 중구 약사동, 해발 81.14m)의 기후 | 울산기상대 (울산광역시 중구 약사동, 해발 81.14m)의 기후 | 울산기상대 (울산광역시 중구 약사동, 해발 81.14m)의 기후 |
| 월                                                      | 1월                                                     | 2월                                                     | 3월                                                     | 4월                                                     | 5월                                                     | 6월                                                     | 7월                                                     | 8월                                                     | 9월                                                     | 10월                                                    | 11월                                                    | 12월                                                    | 연간                                                    |
| ------------------------------------------------------- | ------------------------------------------------------- | ------------------------------------------------------- | ------------------------------------------------------- | ------------------------------------------------------- | ------------------------------------------------------- | ------------------------------------------------------- | ------------------------------------------------------- | ------------------------------------------------------- | ------------------------------------------------------- | ------------------------------------------------------- | ------------------------------------------------------- | ------------------------------------------------------- | ------------------------------------------------------- |
| 역대 최고 기온 °C (°F)                                  | 19.3 (66.7)                                             | 24.2 (75.6)                                             | 25.6 (78.1)                                             | 31.0 (87.8)                                             | 34.7 (94.5)                                             | 35.5 (95.9)                                             | 38.2 (100.8)                                            | 38.8 (101.8)                                            | 35.6 (96.1)                                             | 30.5 (86.9)                                             | 27.6 (81.7)                                             | 22.4 (72.3)                                             | 38.8 (101.8)                                            |
| 일평균 최고 기온 °C (°F)                                | 7.4 (45.3)                                              | 9.6 (49.3)                                              | 13.7 (56.7)                                             | 19.3 (66.7)                                             | 23.7 (74.7)                                             | 26.1 (79.0)                                             | 29.2 (84.6)                                             | 30.0 (86.0)                                             | 26.0 (78.8)                                             | 21.8 (71.2)                                             | 15.9 (60.6)                                             | 9.6 (49.3)                                              | 19.4 (66.9)                                             |
| 일일 평균 기온 °C (°F)                                  | 2.4 (36.3)                                              | 4.3 (39.7)                                              | 8.4 (47.1)                                              | 13.7 (56.7)                                             | 18.2 (64.8)                                             | 21.6 (70.9)                                             | 25.2 (77.4)                                             | 26.0 (78.8)                                             | 21.7 (71.1)                                             | 16.5 (61.7)                                             | 10.4 (50.7)                                             | 4.3 (39.7)                                              | 14.4 (57.9)                                             |
| 일평균 최저 기온 °C (°F)                                | −1.8 (28.8)                                             | −0.3 (31.5)                                             | 3.5 (38.3)                                              | 8.5 (47.3)                                              | 13.4 (56.1)                                             | 17.7 (63.9)                                             | 22.1 (71.8)                                             | 22.8 (73.0)                                             | 18.2 (64.8)                                             | 12.1 (53.8)                                             | 5.7 (42.3)                                              | −0.1 (31.8)                                             | 10.2 (50.4)                                             |
| 역대 최저 기온 °C (°F)                                  | −14.3 (6.3)                                             | −12.5 (9.5)                                             | −9.6 (14.7)                                             | −2.6 (27.3)                                             | 3.6 (38.5)                                              | 6.8 (44.2)                                              | 13.9 (57.0)                                             | 13.4 (56.1)                                             | 7.9 (46.2)                                              | 0.4 (32.7)                                              | −7.8 (18.0)                                             | −12.4 (9.7)                                             | −14.3 (6.3)                                             |
| 평균 강수량 mm (인치)                                   | 38.6 (1.52)                                             | 39.9 (1.57)                                             | 68.4 (2.69)                                             | 96.9 (3.81)                                             | 107.4 (4.23)                                            | 155.5 (6.12)                                            | 234.1 (9.22)                                            | 234.1 (9.22)                                            | 170.3 (6.70)                                            | 74.8 (2.94)                                             | 44.2 (1.74)                                             | 28.4 (1.12)                                             | 1,292.6 (50.89)                                         |
| 평균 강수일수 (≥ 0.1 mm)                                | 5.5                                                     | 6.0                                                     | 8.2                                                     | 8.8                                                     | 9.3                                                     | 10.0                                                    | 13.6                                                    | 12.7                                                    | 10.5                                                    | 5.8                                                     | 5.9                                                     | 4.5                                                     | 100.8                                                   |
| 평균 강설일수                                           | 1.8                                                     | 2.1                                                     | 0.9                                                     | 0.0                                                     | 0.0                                                     | 0.0                                                     | 0.0                                                     | 0.0                                                     | 0.0                                                     | 0.0                                                     | 0.1                                                     | 1.2                                                     | 6.1                                                     |
| 평균 상대 습도 (%)                                      | 48.5                                                    | 50.5                                                    | 56.1                                                    | 59.1                                                    | 64.6                                                    | 73.5                                                    | 78.6                                                    | 77.7                                                    | 75.8                                                    | 67.1                                                    | 60.0                                                    | 50.9                                                    | 63.5                                                    |
| 평균 월간 일조시간                                      | 192.8                                                   | 184.4                                                   | 200.9                                                   | 213.1                                                   | 221.4                                                   | 171.9                                                   | 155.7                                                   | 175.8                                                   | 159.0                                                   | 196.4                                                   | 183.6                                                   | 194.5                                                   | 2,249.5                                                 |
| 출처: 기상청 (평년값: 1991년~2020년, 극값: 1932년~현재) |                                                         |                                                         |                                                         |                                                         |                                                         |                                                         |                                                         |                                                         |                                                         |                                                         |                                                         |                                                         |                                                         |

## 행정
울산광역시는 1995년, 기존의 울산시와 울산군을 통합하여 통합울산시를 발족한 이후 광역시로 승격한 뒤 자치구와 군을 설치하여 지금의 형태를 갖추게 되었다.
중구
중구의 경우 울산광역시의 오랜 중심지로, 예전에는 동해남부선 울산역(現 태화강역)이 위치했던 지역이기도 하다. 그러던 시가지가 남구로 확장되어 현재는 삼산동과 공업탑, 울산대학교 등이 위치한 남구 지역이 가장 번화한 지역이 되었다.
남구
남구는 석유화학공단이 위치한 곳이기도 하다. 이들 자치구는 태화강으로 경계를 이룬다.
동구
동구는 울산광역시의 동쪽 끝에 위치한 지역으로, 태화강 하구를 경계로 남구와 맞닿아 있다. 박정희대통령 시절 동구는 현대중공업이 위치하게 되어 조선업이 매우 발달해 있다. 지리적으로 울산의 도심과 거리가 있기 때문에 동구는 백화점, 할인점 등 생활시설을 자체적으로 갖추고 있는 특징이 있으며, 현대중공업의 사원과 지역 주민을 위한 평생교육시설 등 문화시설이 잘 갖추어진 특징을 가지고 있다.
북구
동구와 인접한 북구는 현대자동차가 위치해 있다. 북구 농소, 강동 일대는 본래 울주군(울주구)에 속했던 지역이지만, 울산이 광역시로 승격되면서 신설되어 지금에 이르고 있다. 북구는 연암, 농소 등의 주거지역 외에도 자동차부품산업단지가 계획되는 등 자동차 관련 공장이 많이 들어서 있는 곳이다.
울주군
울주군은 울산광역시를 둘러싸고 있는 형세로 되어 있으며 울산이 광역시로 승격되기 얼마 전 편입되었다. 언양읍, 구영/천상/굴화(범서읍), 덕하/상남/율(청량면), 덕신(온산읍), 남창(온양읍), 웅촌면 등은 울산 시내 및 남구, 울주군 등의 대규모 공단 근로자의 배후 주거지역으로 기능하고 있다. 이외에 S-OIL 등 석유 공단, 신고리원자력발전소, 반구대 암각화, 진하해수욕장, 나사해수욕장, 간절곶 등이 위치하고 있다.

### 행정 구역
울산광역시의 행정구역은 4구 1군이고, 그 아래로 4읍 8면 44동이 있다. 면적은 1,060.19km2이다. 2017년 11월 30일 주민등록 인구는 457,950세대, 1,165,317명이다.
| 자치구·군  | 한자       | 면적 (km2) | 세대    | 인구 (명) | 지도 |
| ---------- | ---------- | ---------- | ------- | --------- | ---- |
| 중구       | 中區       | 37.00      | 95,564  | 239,424   |      |
| 남구       | 南區       | 72.70      | 134,148 | 335,674   |      |
| 동구       | 東區       | 36.03      | 67,018  | 170,065   |      |
| 북구       | 北區       | 157.34     | 79,257  | 214,607   |      |
| 울주군     | 蔚州郡     | 757.12     | 89,289  | 220,588   |      |
| 울산광역시 | 蔚山廣域市 | 1,060.7    | 457,950 | 1,165,317 |      |

## 설립 근거
- 울산광역시 설치등에 관한 법률[32]

## 시청
울산시가 설치된 1962년 당시에는 종전의 울산읍사무소(지금의 중앙동 주민센터)를 사용하다가 1969년에 현재위치로 이전하였다. 2009년에 지금의 시청사가 개청하였고 구 청사는 리모델링하여 별관으로 사용하고 있다.

## 경제
2012년 울산의 지역내총생산(GDRP)은 70조 6,480억 원이며, 실질성장률은 3.6%이다. 울산광역시의 경제활동은 2차, 3차 산업에 집중되어 있다. 주로 대한민국의 국가기간산업에 집중되어 대한민국의 경제 발전에 원동력이 되고 있다. 2011년 12월 31일을 기준으로 한 울산광역시의 해외수출액은 101,487백만불로, 대한민국 전체 수출액의 18.2%를 차지하고 있다. 한편 해외로의 수입액은 85,803백만불인데, 이들 대부분은 원유나 동광, 석유화학 등 원자재 수입이 차지하고 있다.

### 1차 산업
동해에 접한 울산은 과거 연안 어업으로 중요한 역할을 차지하였다. 장생포는 고래잡이로 유명하였으며(현재는 고래잡이가 금지되어 있어 침체기에 빠져 있다), 방어가 많이 잡힌다고 하여 붙여진 방어진이라는 이름은 현재까지 이어져 오고 있다. 방어와 고래 외에도 멸치, 갈치, 청어 등의 어획량이 많았다. 그러나 인근에 온산 중화학 공업단지가 조성된 이후로 수질악화 및 산업구조의 변화를 겪으면서, 어획량이 줄고 어업이 상당 부분 쇠퇴하였다.
농업은 울산 지역에서 오랫동안 가장 중요한 산업이었으나, 도시화가 진행되고 2차 산업이 발전하면서 농업의 비중은 크게 낮아졌다. 최근의 울산 농업은 근교 농업이 주가 되고 있다. 2차 산업이 발달되어 있으나, 시 외곽에는 넓은 농지가 분포하고 있으므로 근교 농업도 성한 편이다. 한편 과수업에서는 울주군 서생면 일대에서 생산되어온 울산배가 지역 특산물로서 이어오고 있다. 축산업은 한우의 사육이 많아서, 울주군 언양읍의 언양불고기가 유명하며, 울주군 두동면 봉계리 인근의 봉계한우도 유명하다. 특히 언양과 봉계 지역은 유일한 먹거리특구로 지정되어 해마다 수많은 관광객이 찾아오고 있다.

### 2차 산업

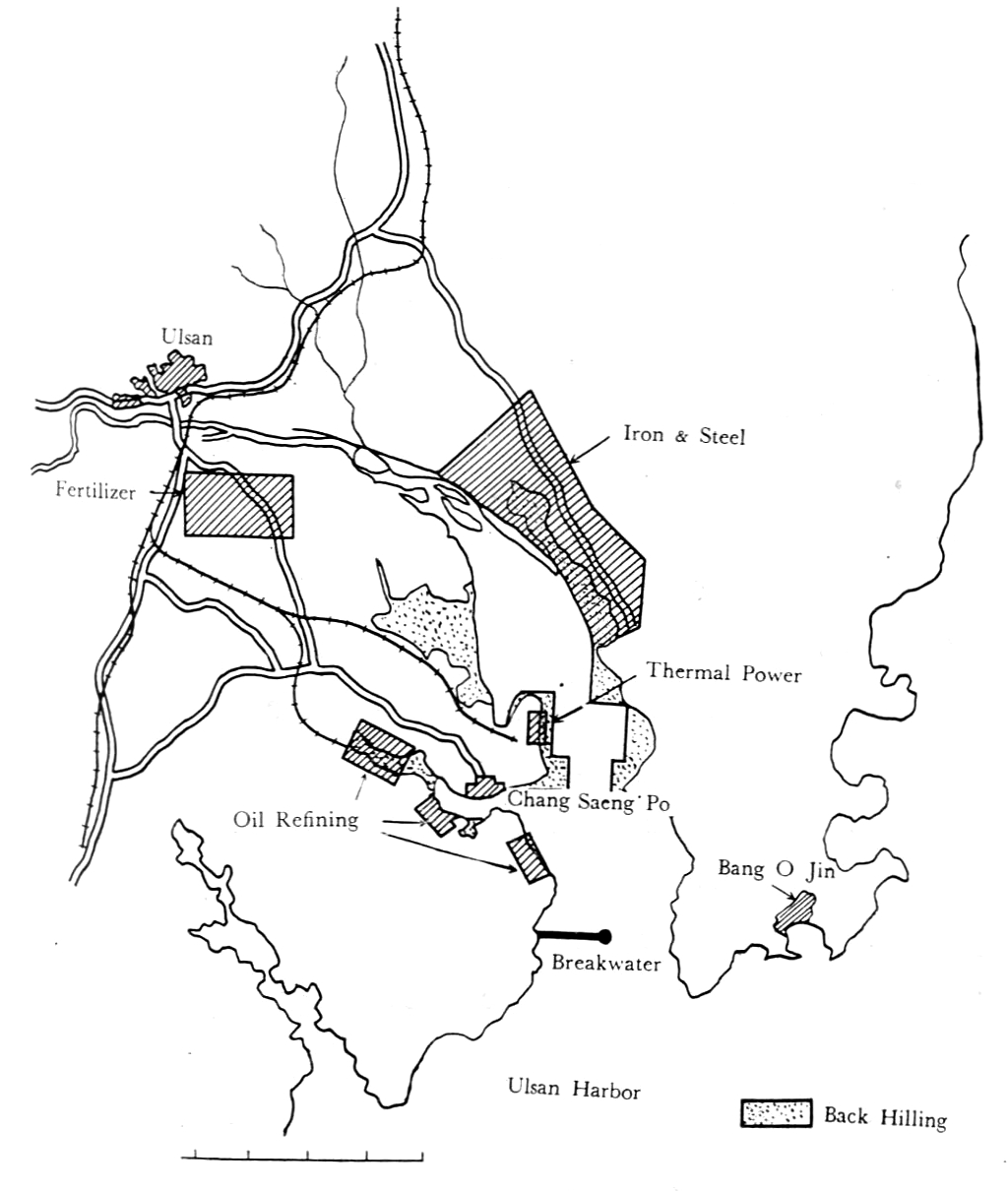
1962년의 공업지구 지정 계획도

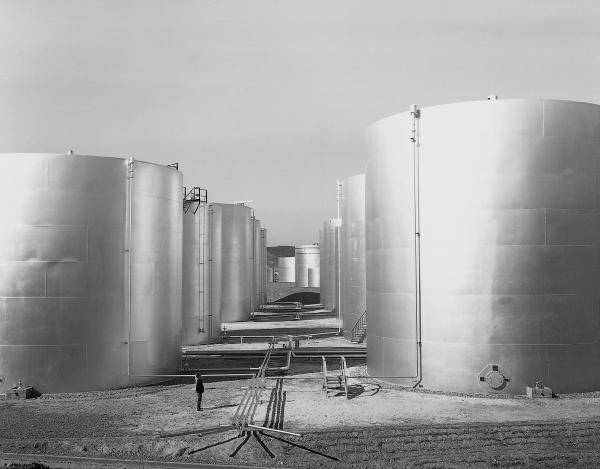
1964년 울산 정유공장의 모습

1962년에 특정공업지구로 지정된 이래로, 울산은 대한민국 최대의 공업도시로 성장하였다. 울산광역시남구지역에는 울산석유화학공단이, 울주군지역에는 온산석유화학공단이 위치하며 북구에는 자동차산업단지가, 동구지역에는 조선소 등이 위치하고 있다. 이들 공업지구에서 다루는 공업은 대한민국의 국가 기간산업이며, 그 해외 수출량은 대한민국 총수출의 상당 부분을 차지한다.
동구에 위치한 현대중공업 및 현대미포조선 등 현대중공업그룹의 조선소가 위치하고 있는데 이들 조선소는 대한민국 최대 규모로 부산광역시 영도구의 한진중공업이 8만평, 거제시의 삼성중공업이 150만평인 것에 비해 200만평이라는 초대형 규모로 건설되었다. 이에 대형 선박의 건조가 가능해져 현대중공업은 세계 1위의 기업으로 도약할 수 있는 기반이 되었다.
[북구] 명촌동, 효문동 등지의 북구지역에는 현대자동차,현대모비스와 효문산업공단이 위치하고 있다. 단일 공장으로는 세계 최대 규모의 자동차공장이며 이 지역에는 많은 자동차 관련 하청업체 및 기계산업 관련 공장들이 분포하고 있다.
[남구] 상개동과 부곡동 등지의 울산석유화학공단에는 정유화학 관련 공장이 밀집해 있다. 대표적으로 울산석유화학공단에는 국내 최초의 정유사인 SK가 위치해 있다.
[울주군] 온산 일대의 온산국가산업공단에는 석유화학 비철금속의 제품들을 생산하고 있다.

### 3차 산업
울산의 3차 산업은 도·소매업, 운송업, 건설업 등이 주가 된다. 3차 산업의 종사자 수는 가장 많으나, 2차 산업의 큰 비중에 밀려 규모는 상대적으로 작은 편이다.
한편, 울주군 언양읍에서 상북면으로 이어지는 공단지역과 삼남면 삼성SDI 인근에 정보산업단지도 계획되어 있으며, 중구 다운동에 조성중인 정보산업단지 조성을 통해 정보산업의 비중을 높일 계획이다.

## 인구
울산은 예로부터 동해안의 대표적 포구이자, 농업과 어업을 기반으로 한 지역 사회가 형성된 곳이었다. 삼한 시대 이래로는 철광과 해상 교통의 요지로 기능하였으며, 조선 시대에는 ‘울산 도호부’로서 경상도 동부의 거점 역할을 담당하였다. 그러나 인구 규모는 수만 명 수준에 머물렀으며, 근대 이전까지는 대도시로 성장하지 못하였다.
일제는 울산의 지리적 이점을 활용하여 일부 산업 기반을 조성하였다. 항만 시설과 철도망의 개발이 진행되었으나, 본격적인 공업 도시로의 성장은 이루어지지 않았다. 이 시기 울산의 인구는 대략 수만 명 규모에 불과하였다.
광복 이후 울산은 여전히 농업·어업 중심의 중소 도시였다. 한국전쟁기에는 일부 피난민이 유입되었으나, 도시 구조에 큰 변화를 초래할 정도는 아니었다. 인구는 수십만 명 수준으로 유지되었다.
울산의 인구 변천사에서 가장 큰 전환점은 1962년 ‘울산공업센터’ 지정이었다. 박정희 정부의 경제개발계획에 따라 현대중공업, 현대자동차, 석유화학단지 등 대규모 국가 기간산업 시설이 집중적으로 건설되었다. 이에 따라 전국 각지에서 노동력이 유입되면서 울산의 인구는 폭발적으로 증가하였다. 1960년대 초반 10만 명 수준이었던 인구는 1970년대에 40만 명을 돌파하였고, 1980년대에는 70만 명에 이르렀다.
1997년 울산은 광역시로 승격되었으며, 이는 울산이 국가 기간산업의 중심지로 자리매김했음을 상징하는 사건이었다. 이 시기 울산의 인구는 약 100만 명을 돌파하였다.
2000년대 울산은 ‘대한민국 산업수도’로 불리며, 조선·자동차·석유화학 등 주력 산업을 기반으로 한 성장을 지속하였다. 이 시기에 인구는 약 110만 명 안팎으로 유지되었으나, 출산율 저하와 청년층의 수도권 이동으로 인해 증가세는 둔화되었다.
2025년 현재 울산광역시의 인구는 약 105만 명 내외로 추산된다. 과거 산업화의 상징 도시로서 급격한 성장세를 보였던 울산은 최근 인구 감소 추세에 직면해 있다. 그러나 여전히 대한민국의 대표적 공업 도시이자, 조선·자동차·에너지 산업의 핵심 거점으로서 국가 경제에 기여하고 있다.
| 연도   | 인구 (명) | 인구그래프 | 비고                |
| ------ | --------- | ---------- | ------------------- |
| 1966년 | 112,848   |            |                     |
| 1970년 | 148,434   |            |                     |
| 1975년 | 234,743   |            |                     |
| 1980년 | 385,370   |            |                     |
| 1985년 | 524,323   |            |                     |
| 1990년 | 656,251   |            |                     |
| 1995년 | 943,455   |            | 울산군(울주군) 통합 |
| 1997년 | 992,918   |            | 광역시 승격         |
| 2000년 | 1,025,395 |            |                     |
| 2005년 | 1,081,718 |            |                     |
| 2010년 | 1,115,247 |            |                     |
| 2011년 | 1,126,707 |            |                     |
| 2012년 | 1,136,540 |            |                     |
| 2013년 | 1,156,480 |            |                     |
| 2014년 | 1,158,679 |            |                     |
| 2015년 | 1,167,570 |            |                     |
| 2016년 | 1,173,343 |            |                     |
| 2017년 | 1,171,188 |            |                     |
| 2018년 | 1,164,392 |            |                     |
| 2019년 | 1,155,153 |            |                     |
| 2020년 | 1,147,037 |            |                     |

## 주요 기관
- 한국산업인력공단
- 근로복지공단

## 교육

### 고등교육
울산에는 2개의 대학교와 3개의 전문대학이 있다. 울산은 도시 규모나 인구에 비해 대학교 및 전문대학 등 고등교육 기관이 부족한 편이다. 고교 졸업생 중 20%가 서울 지역으로, 25.6%가 부산 지역으로 지원하고 17.9%만이 울산 지역의 대학교에 지원하였다..
울산광역시에는 교육대학과 사범대학이 없다. 따라서 타 지역의 대학을 졸업한 학생들이 울산광역시에서 교원 임용고사를 치러 교사로 임용되고 있다. 교원 임용고사를 치르기 위한 지역 초등 교원자격자의 가산점 혜택은 대구교육대학교, 진주교육대학교, 부산교육대학교 같은 영남지역의 3개 교대를 졸업하거나, 울산광역시 내의 고등학교를 졸업한 뒤 한국교원대학교 초등교육과를 졸업한 사람만이 받을 수 있다.

#### 대학원대학교
- 국제원자력대학원대학교

한국전력공사, 한국수력원자력, 한전KNF, 한국전력기술, 한전KPS 등이 출연하여 설립된 한국전력공사 산하 학교법인이 운영하는 원자력전문 대학원대학교이다.

#### 대학교
- 울산대학교

울산대학교는 울산 지역에 최초로 설립된 대학으로, 현대그룹의 故 정주영 회장이 1970년에 설립하였다. 당시에는 공과대학만 있던 울산공과대학이었으나 1985년에 공과대학, 자연과학대학, 인문대학, 사회과학대학을 가진 종합대학으로 승격되었고, 1988년에 조형대학이 설립되어 예술분야까지 그 영역이 확대되었다. 1990년에는 의과대학이 설립되어 의사를 양성하기 시작하였으며 1993년에는 경영대학을, 1997년에는 생활과학대학을 신설하였다. 또한 1998년에는 미술대학과 음악대학을 신설하였고 2004년에는 건축대학을 신설하여 지금에 이르고 있다. 현재는 故 정주영 회장 타계 후 정몽준이 이사장을 맡고 있으며, 아산스포츠센터와 아산도서관 등 지역을 위한 시설 건립에도 박차를 가하고 있다.
- 울산과학기술원

울산과학기술원(UNIST)는 2009년 3월 2일 울산과학기술대학교로 개교한.대한민국 최초의 국립 법인화 대학이다. 광역시로 승격된 지 10년이 되도록 국립대학이 없는 지역이며, 4년제 대학이 단 하나 있었던 울산의 지역민은 국립대학 유치를 희망했고 이에 노무현 전 대통령 공약으로 국립대학 유치가 이루어졌다. 울산과학기술대학교는 학부와 석사, 박사과정이 개교와 동시에 개설되었으며 학부에는 이공계열과 경영계열의 두 가지 계열만이 개설되어 있다. 이들 계열에는 다양한 트랙이 개설되어 있는데 1학년 때 기초과정을 이수한 뒤 계열구분이 없이 2개의 트랙을 이수하면 졸업할 수 있다. 입학사정관제 선도대학으로 잠재력과 가능성을 선발의 중요한 기준으로 삼고 있다.
과학기술의 역량 강화와 고급과학기술 인재 양성의 필요성이 대두되어 산업계와의 협동연구 및 외국과의 교육ㆍ연구교류를 촉진함으로써 국가과학기술발전에 이바지하기 위하여 2015년 3월 3일 국회 본회의에서 과학기술원 전환 관련 법률이 통과되고 3월 27일 울산과학기술원법이 공포되어 2015년 9월 28일 울산과학기술대학교에서 울산과학기술원으로 전환하였다.

#### 전문대학
- 울산과학대학교
- 춘해보건대학교
- 한국폴리텍7대학 울산캠퍼스

### 초등학교
- 삼산초등학교
- 삼신초등학교
- 백합초등학교
- 대현초등학교
- 명정초등학교
- 송정초등학교
- 태화초등학교
- 다운초등학교
- 옥현초등학교
- 울산초등학교
- 강남초등학교
- 염포초등학교
- 삼정초등학교
- 덕신초등학교 (울산)|덕신초등학교
- 천상초등학교
- 범서초등학교
- 온남초등학교
- 온양초등학교
- 청량초등학교
- 서생초등학교
- 남산초등
- 신정초등학교학교
- 옥서초등학교
- 삼정초등학교
- 양지초등학교
- 수암초등학교
- 남외초등학교
- 내황초등학교
- 무룡초등학교
- 남목초등학교
- 동부초등학교
- 서부초등학교
- 고헌초등학교
- 화봉초등학교
- 성안초등학교
- 백양초등학교

### 중학교
- 대현중학교
- 연암중학교
- 옥동중학교
- 신정중학교
- 화봉중학교
- 학성중학교
- 울산강남중학교
- 무거중학교
- 삼호중학교
- 울산제일중학교
- 울산학성여자중학교
- 유곡중학교 무룡중학교
- 울산서여자중학교
- 방어진중학교
- 신일중학교 태화중학교
- 월평중학교
- 천곡중학교
- 호계중학교
- 농소중학교
- 화진중학교
- 화암중학교
- 대송중학교
- 명덕여자중학교
- 남외중학교
- 달천중학교
- 울산중앙중학교
- 울산동평중학교
- 울산성안중학교
- 장검중학교
- 일산중학교
- 온산중학교
- 남창중학교
- 서생중학교
- 현대청운중학교
- 남목중학교
- 고헌중학교

### 고등학교
- 달천고등학교
- 울산과학고등학교
- 현대청운고등학교
- 우신고등학교
- 무룡고등학교
- 화봉고등학교
- 울산고등학교
- 성신고등학교
- 삼산고등학교
- 학성고등학교
- 효정고등학교
- 울산여자고등학교
- 울산중앙여자고등학교
- 성신여자고등학교
- 울산공업고등학교
- 신선여자고등학교
- 대송고등학교
- 현대공업고등학교
- 대현고등학교
- 울산강남고등학교
- 성광여자고등학교
- 현대고등학교
- 방어진고등학교
- 화암고등학교
- 문현고등학교
- 생활과학고등교
- 다운고등학교

온산고등학교
- 남창고등학교
- 울산중앙고등학교
- 범서고등학교
- 천상고등학교
- 울산예술고등학교
- 남목고등학교
- 울산산업고등학교

## 문화

### 박물관 · 미술관

울산 남구 장생포에 위치한 장생포 고래박물관

울산대공원 동문 인근에 위치한 울산박물관이 2011년 6월 22일 개관하였다. 역사관과 산업사관이 갖추어져 있으며 원시시대부터 현대까지 울산시의 역사, 유물을 살펴볼 수 있게 돼있다. 시립박물관 이 외에 현재 운영중인 다른 박물관 · 미술관 · 전시관 등을 나열하면 다음과 같다.
- 울산박물관 : 울산광역시의 역사, 유물, 현대 발전상을 살펴볼 수 있는 박물관. 울산대공원 동문 근방에 위치.
- 장생포고래박물관 : 유서 깊은 포경 산업으로 유명한 장생포에 위치. 전국 유일의 고래박물관.
- 울산대곡박물관 : 울산권광역상수도 사업으로 수몰된 대곡댐에서 출토한 유물 중심의 고고전문박물관.
- 울산반구대암각화박물관 : 공룡발자국과 신석기 포경 장면을 그린 울산 반구대 암각화와 관련한 내용의 박물관.
- 울산대학교박물관 : 사립대학교인 울산대학교 내에 위치한 종합 박물관.
- 옥현유적전시관 : 남구 무거동에 위치한 청동기시대의 유적 전시관. (관람객 급감과 문화재청의 유적 해제 조치로 2012년 말 폐관되었다. 공공도서관으로 리모델링하여 재개관 할 예정이다.)

### 연극 · 영화 상영관
울산광역시의 연극 상영관은 몇 안 되는 시설로 그 수요를 충분하게 충족하지 못하고 있으며, 영화 상영관은 롯데시네마가 울산에 멀티플렉스 상영관을 만들면서 지역토종 영화 상영관이 잠식되어 사라졌다.
- 현대예술관 : 현대중공업이 건립한 문화 · 체육시설로 예술동에 연극 공연장 등이 위치.
- 울산문화예술회관 : 남구 번영로에 위치한 울산의 대표적인 문화예술회관.
- 롯데시네마 울산 : 남구 삼산동 롯데백화점 옆에 위치한 울산 최초 · 최대의 멀티플렉스 상영관.
- 롯데시네마 울산 성남 : 중구 성남동 태화강변에 위치한 멀티플렉스 상영관. (2014년 3월 20일에 CGV에서 변경됨.)
- CGV 울산 삼산 : 남구 삼산동 업스퀘어에 위치한 영남권 최대 멀티플렉스 상영관.
- 메가박스 울산 : 중구 성남동 시가지에 위치한 멀티플렉스 상영관.
- CGV 울산 진장 : 북구 2018년 8월에 개장하였으며 현재 운영중이다.

### 체육 시설
울산광역시의 체육시설은 종래까지 남구 공업탑로터리 인근에 위치한 종하체육관이 그 기능을 맡았으나, 2002년 월드컵의 개최로 문수월드컵경기장이 신설되었고 자체적으로 종합운동장이 완공되면서 그 기능을 나누게 되었다.
- 문수 월드컵 경기장 : 축구경기장 외 실내수영장, 실내사격장, 야구장, 테니스장, 롤러장, 풋살경기장 등이 위치.
- 종하체육관 : 이종하 씨가 1977년에 기증한 3,000석 규모의 실내체육관으로, 얼마 전까지 울산광역시의 대표적인 실내체육관.
- 동천체육관 : 지상 2층, 지하 2층의 실내체육관으로, 울산 모비스 피버스의 홈구장.
- 울산종합운동장 : 울산광역시의 대표적인 종합운동장으로, 실내수영장 · 실내체육관 등이 위치. N-리그의 울산현대미포조선 돌고래축구단의 홈구장.
- 울산문수야구장 : NC 다이노스의 임시홈구장
- J.K호-스트레이닝공원: 국내 최고수준의 승마장 및 말조련시설(2002부산 아시안게임 승마 장애물 은메달리스트 이진경 씨가 운영)

### 문화재
2013년 12월 31일 현재 울산광역시에는 총 128건의 문화재가 등록되어 있다. 국보 2건(울주 천전리 각석, 울주 대곡리 반구대 암각화)을 포함하여 국가지정 문화재는 24건이며, 시지정 문화재는 104건이다. 울주군이 72건으로 가장 많다. 선사시대 문화재에서 근대문화유산에 이르기까지 여러 시대에 걸쳐 다양한 형태로 나타난다. 암각화, 전통복식, 건축물, 고문서, 사찰문화재, 고고학 자료 등 매우 다양한 것이 특징이다.

### 축제
- 4월 : 서덕출 창작동요제
- 7월 : 썸머페스티벌

### 울산 12경
울산광역시청에서는 지역 내 관광산업 발전을 촉진하기 위하여 2002년 12월 24일 울산 12경을 선정하였다.
| - 가지산 사계 - 대왕암공원 - 울산대 |  | - 강동·주전해안 자갈밭 - 무룡산에서 본 울산공단 야경 - 신불산 억새평원 - 파래소 폭포 |

### 스포츠
|      | 리그명 | 팀명                   | 창단연도 | 홈 경기장          |
| 축구 | K리그1 | 울산 HD FC             | 1983년   | 울산문수축구경기장 |
| 농구 | KBL    | 울산 현대모비스 피버스 | 1986년   | 동천체육관         |

## 교통

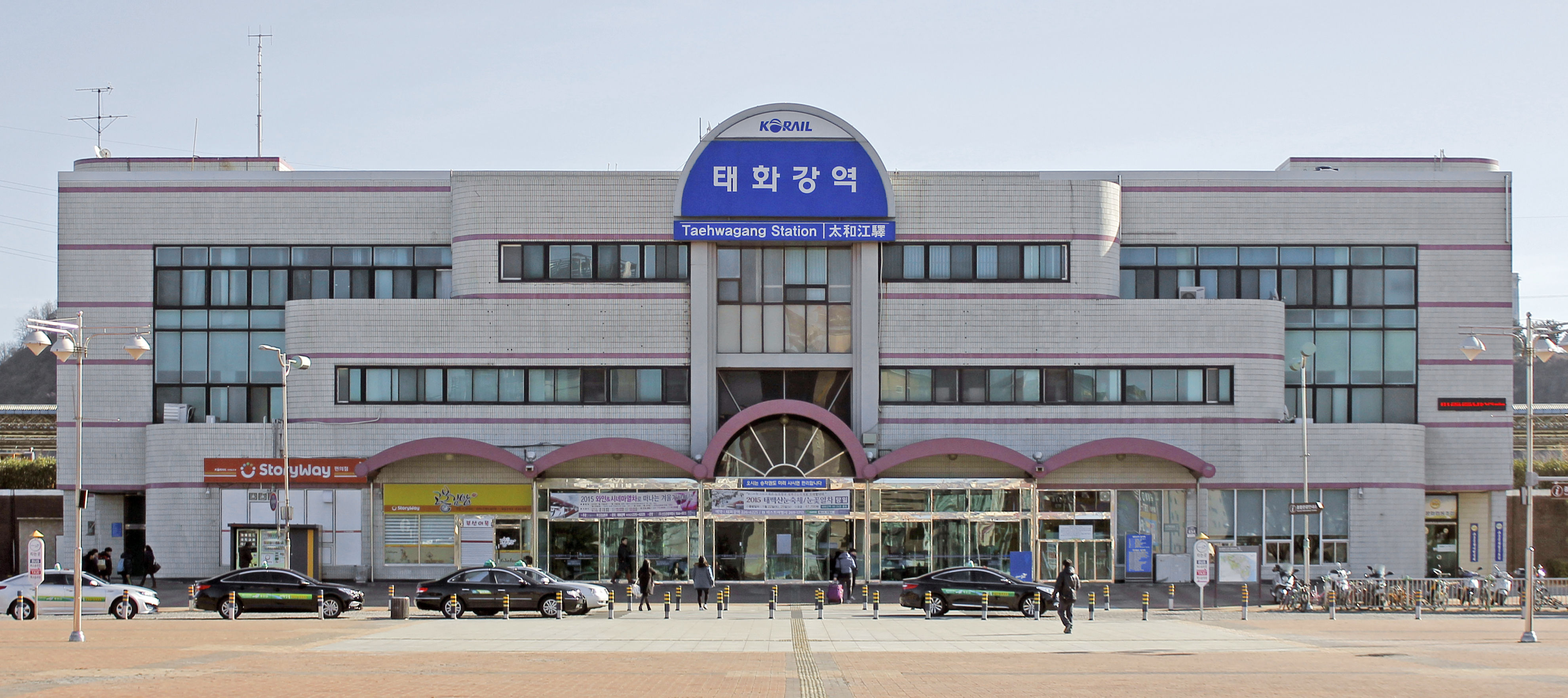
태화강역 전경

### 도로
2013년 12월 31일을 기준으로, 고속도로 및 국도를 포함하여 울산광역시에 개설된 도로의 총 연장은 3,348.422km다. 도로 포장률은 96.1%이다.
| 종류            | 노선수  | 총연장    | 개설      | 개설      | 개설    | 미개설    |
| 종류            | 노선수  | 총연장    | 계        | 포장      | 미포장  | 미개설    |
| --------------- | ------- | --------- | --------- | --------- | ------- | --------- |
| 계              | 6,463개 | 3,348.422 | 2,220.233 | 1,972.543 | 247.690 | 1,128.209 |
| 고속도로        | 3개     | 62.910    | 62.910    | 62.910    | -       | -         |
| 일반국도        | 5개     | 185.882   | 171.789   | 171.789   | -       | 14.093    |
| 국가지원 지방도 | 1개     | 17.260    | 17.260    | 17.260    | -       | -         |
| 울산광역시도    | 2,204개 | 1,346.218 | 475.508   | 475.508   | -       | 870.710   |
| 구도            | 3,989개 | 1,011.123 | 775.467   | 753.667   | 21.800  | 235.656   |
| 울주군도        | 28개    | 282.800   | 282.800   | 263.478   | 19.322  | -         |
| 농어촌도로      | 145개   | 375.700   | 367.950   | 171.490   | 196.460 | 7.750     |
| 비법정도로      | 88개    | 66.549    | 66.549    | 56.441    | 10.108  | -         |

고속도로로는 경부고속도로와 울산고속도로, 동해고속도로, 함양울산고속도로 노선이 걸쳐있으며, 총길이는 62.91km이다.
한편 동해고속도로 울산 ~ 포항구간 건설은 타당성 조사에서 밀려 계속 지연되었으나, 2009년 9월에 착공되어 2015년 12월 29일에 개통되었다.
국도로는 , 7호선, 14호선, 31호선 35호선이 남북을 관통하고, 24호선의 종점이 위치하여 총길이는 185.882km에 이른다. 국가지원지방도는 울주군 상북면에서 인근 경상남도 양산시 원동면과 경상북도 청도군 운문면으로 이어지는 69호선이 있다.
자동차전용도로로는
국도 제7호선, 국도 제14호선, 국도 제31호선에 있으며 국도 제7호선은 옥동 - 농소간 도로가 개설중이고, 국도가 아닌 일반 간선도로로는 매암에서 전하동으로 가는 울산대교가 2015년 6월 1일 개통하였다.

### 버스
- 시내버스 및 마을버스

2014년 3월 10일 현재 울산에는 14개의 업체가 123개의 시내버스 노선을, 8개의 업체가 15개의 마을버스 노선을 운행하고 있다. 노선은 간선도로에 집중되어 편성되어 있는 경향이 있으나, 시내순환 지선버스 도입 이후에 이러한 흐름이 개선되어 가는 추세에 있다.
타 지역으로 가는 노선은 부산광역시 금정구방면으로 직행좌석버스 2개노선, 기장군 방면으로 일반시내버스 1개노선이 운행하며, 경주시 외동읍 모화리 방면으로 일반 2개와 좌석 1개노선, 녹동리 방면 일반 1개노선이 있고, 양산시 통도사시외버스터미널 방면 일반 1개, 좌석 1개노선이 있다.
그리고 타 지역에서 운행하는 시내버스로는 양산 시내버스, 경주 시내버스가 있다. 부산 노포동까지 가는 울산시내버스는 있으나 울산으로 오는 부산시내버스는 서생면까지 운행하는 기장군 마을버스 1개노선이 있다.
- 고속버스와 시외버스

고속버스는 남구 삼산동에 있는 울산고속버스터미널에서 발착하고 있다. 서울을 비롯해 대전, 광주, 전주, 동대구, 천안으로 향하는 고속버스가 운행하고 있다.
시외버스는 남구 삼산동에 있는 울산시외버스터미널에서 운행하는 노선이 가장 많으며, 포항, 안동, 경주, 창원 등을 비롯해 약 40여개의 노선이 운행되고 있다. 이 외에 동구에 위치한 방어진시외버스터미널에서는 부산, 통영, 동대구행 시외버스 등이 운행하며, 부산, 통영노선을 제외한 모든 노선이 울산시외버스터미널을 경유한다. 울주군 언양읍에 있는 언양시외버스터미널에서는 울산 시가지로 향하는 울산광역시의 시내버스, 부산광역시와 양산시 등을 잇는 양산시의 시내버스, 전국으로 운행하는 시외버스 노선이 함께 운행된다.
울산시외버스터미널은 도심에 위치하기 때문에 남구 무거동의 신복로터리와 신정동의 태화로터리, 공업탑로터리 등 중간정차하는 정류소가 상당히 많은 편이다.
- 공항버스

김해국제공항으로 향하는 버스가 30분 간격으로 운행되고 있으며, 탑승은 태화강 강변 정류장과 신복 로터리 정류장에서 할 수 있다. 한편 울산 시외버스터미널에서는 인천국제공항으로 향하는 버스는 1일 3회 운행하며, 심야 및 오전에 출발한다.

### 철도
간선철도로는 동해선이 통과하고 있으며, 장생포선, 울산항선, 온산선 등의 지선이 시역(市域)에 존재한다. 그러나 공업도시라는 특성상, 여객철도보다는 화물철도의 비중이 크다. 여객철도는 태화강역이 중심이며, 호계역이 그 다음의 비중을 차지한다.
2010년 11월 1일 KTX 2단계 개통이 이루어지면서, 울주군 삼남읍 신화리에 위치한 울산역이 영업을 개시하였으며, 기존 도심에 있던 울산역의 역명은 태화강역으로 변경되었다. 그와 함께 KTX 울산시티투어와 리무진 버스가 운행을 시작했다. 또한 태화강역에서부터 부산광역시의 부전역을 잇는 동해선의 복선 전철화 사업이 2021년 12월 28일에 완료되어, 이 구간은 전동차가 운행되어 울산과 부산을 잇는 동해선 광역전철로서의 기능을 하게 된다.

### 도시 철도
울산광역시청은 총 4개의 노면전차 노선으로 이루어진 울산 도시철도를 2029년부터 단계적으로 개통할 전망이다. 2021년에 동해선 광역전철이 운행을 개시하여 부산 도시철도와 연결되었다.
- ● 동해선 광역전철
  - (부산광역시) - 서생역 - 남창역 - 망양역 - 덕하역 - 개운포역 - 태화강역(시종착역)

### 항만
공업도시로서의 면모가 강하고 국제무역이 활발한 울산의 특성상, 항만교통은 화물에 치중되어 있다. 2013년을 기준으로 울산항의 선박 입항은 2만 5천척으로 대한민국의 12.8%를 점유하며, 항만 물동량은 1억 9100만 톤으로 14.2%를 점유한다. 특히 액체화물 물동량은 1억 5373만톤으로 전국의 34.4%를 점유하고있다. 대한민국 해양수산부 소속의 울산지방해양항만청과 울산항만공사 등에서 담당한다.
한편 여객 항만 교통은, 인근의 부산과 포항에 밀려 발달하지 못했다. 현재 운항되고 있는 정기 여객 항로는 없으며, 과거 동구 방어동에 위치한 울산국제여객터미널에서 일본 고쿠라를 잇는 국제항로가 개설(2002년 4월 25일)된 바가 있으나, 승객 감소로 2004년 7월 27일에 운항이 중단되었다.

### 항공
- 울산비행장

과거 일제강점기에는 남구 삼산동에 1929년에 개항한 울산비행장이 있었다. 울산비행장은 일본 도쿄와 중국 다롄을 연결하는 노선의 중간기착지 역할을 하였다. 그러나 1937년 대구비행장이 개항하면서 울산비행장은 폐쇄되었으며, 현재 비행장이 있던 부지는 주택단지가 되어있다.
- 울산공항

2018년 3월 현재 울산공항에서는 김포노선과 제주노선을 운행하고 있는데 현재 취항중인 항공사는 총 3개사이다. (대한항공, 아시아나항공, 에어부산) - 대한항공은 현재 제주노선과 김포노선을 각각 운행하고, 에어부산 또한 제주노선과 김포노선을 각각 운행하고 있다. [아시아나항공은 에어부산과 공동운항]. 울산공항에서는 연내 일본 자매결연도시 국제 부정기편 운항을 추진중이다. 울산공항은 2016년까지 KTX울산역 개통으로 인하여 이용객 수가 감소하던 중 제주항공의 임시취항 때부터 이용객이 증가하더니 에어부산 정식취항 이후로 이용객이 KTX울산역 개통 이전 수준으로 회복하였다. 현재 울산공항은 한국공항공사 울산지사에서 관리하고 있으며 활주로가 국내 타 공항에 비하여 짧은 편이여서 현재는 보잉 737-800~900, cs300, 에어버스 a320,a321등의 항공기가 운행하고 있다. 울산공항의 항공기 이착륙 장면 등을 보기 위해서는 동천강 강변에서 본다면 활주로 처음부터 끝까지도 볼 수 있다.

## 라디오방송
- FM 88.3㎒ - 울산불교방송
- FM 90.7㎒ - KBS울산방송국 제1라디오
- FM 92.3㎒ - Ubc Green FM (울산방송)
- FM 93.7㎒ - CPBC 부산가톨릭평화방송 (울산)
- FM 97.5㎒ - 울산MBC 표준FM
- FM 98.7㎒ - 울산MBC FM4U
- FM 100.3㎒ - 울산CBS
- FM 101.9㎒ - KBS울산방송국 음악FM
- FM 104.1㎒ - TBN 울산교통방송
- FM 104.9㎒ - 부산원음방송
- FM 105.9㎒ - EBS울산 교육FM (무룡산)
- FM 107.3㎒ - 울산극동방송

## 갤러리

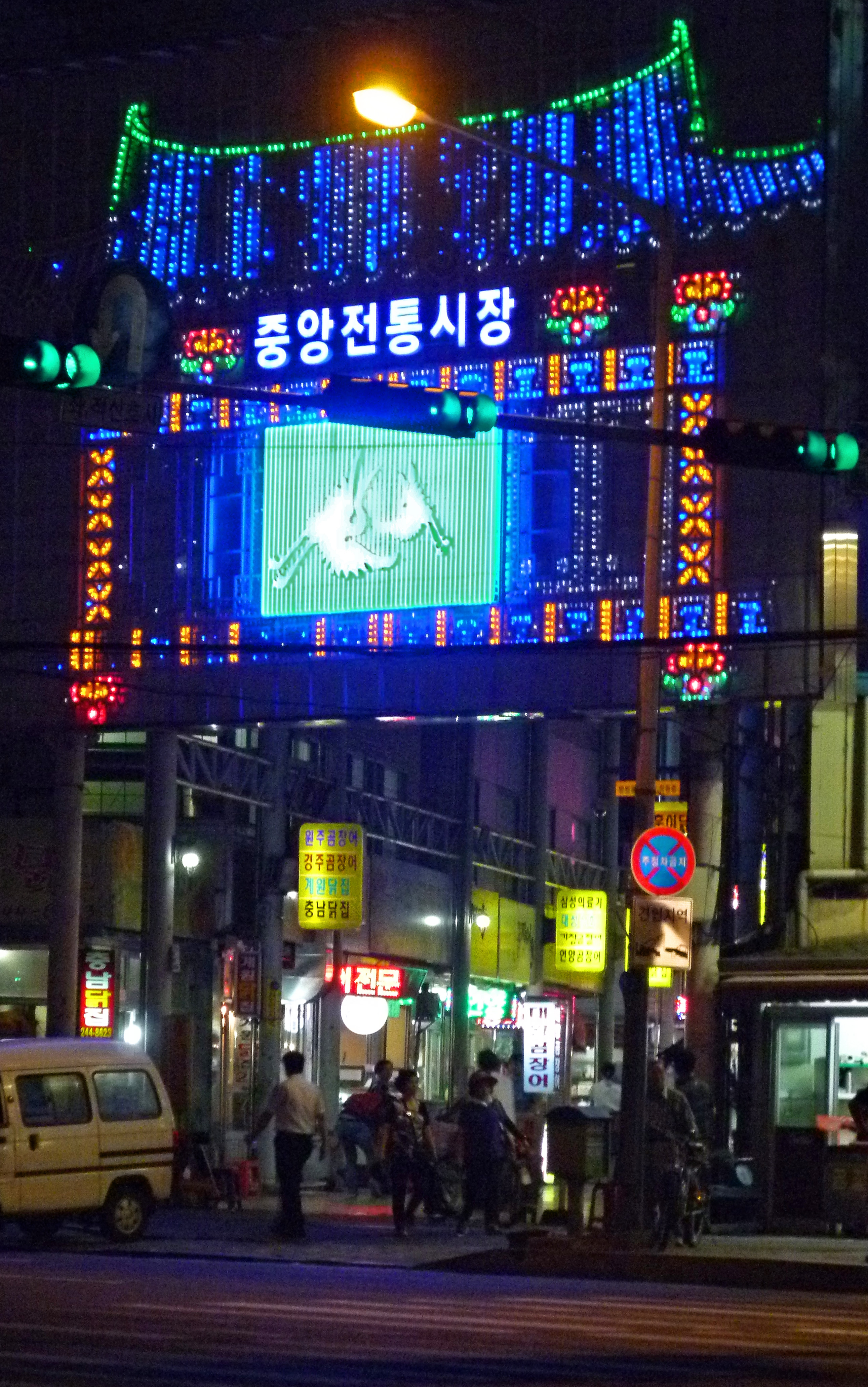
울산중앙시장 전경
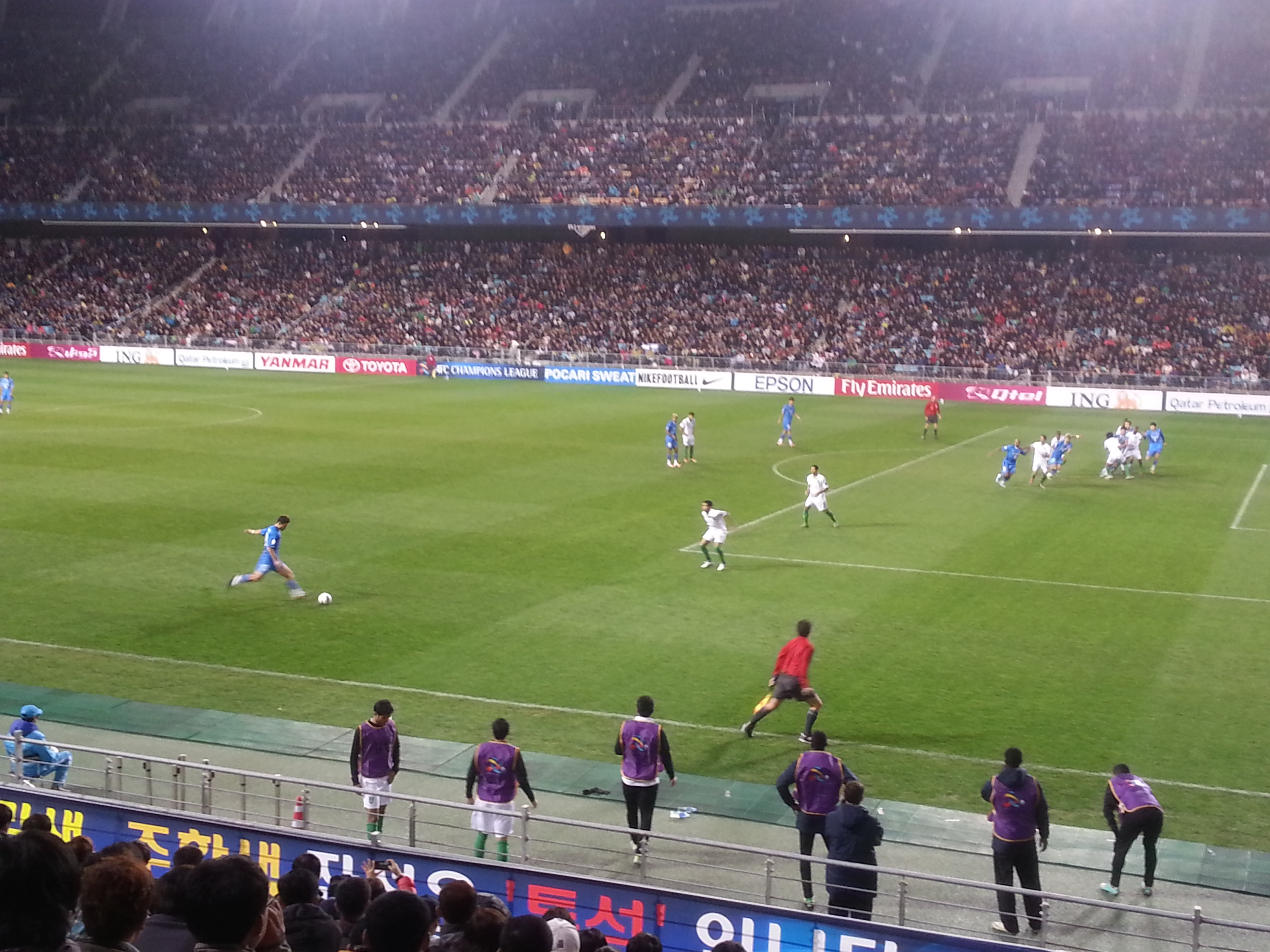
울산문수축구경기장
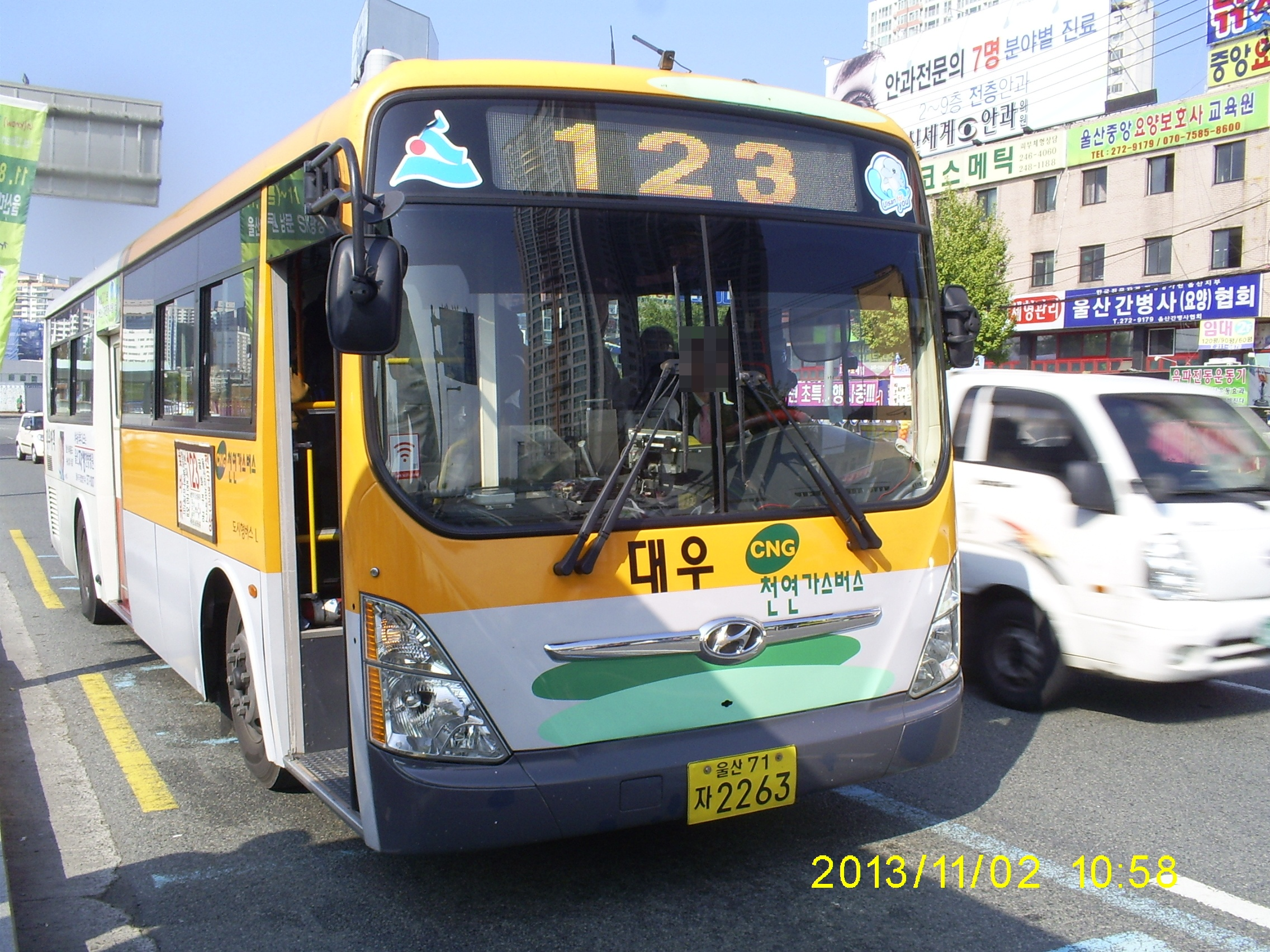
울산광역시 시내버스 123번 (일반버스)

## 자매·우호협력 도시
울산광역시는 전 세계 21개 도시(자매도시 11, 우호협력도시 10)와 결연을 맺었다. 다음은 국제교류협력 중인 도시 목록이다. ※괄호 안은 영문 표기, 결연일자이다.
- (국가) 자매도시 11곳[40]
  - 일본 하기(Hagi, 1968. 10. 29.)
  - 중화민국 화롄(Hualian, 1981. 6. 19.)
  - 미국 포틀랜드(Portland, 1987. 11. 20.)
  - 중화인민공화국 창춘(Changchun, 1994. 3. 15.)
  - 튀르키예 코자엘리(Kocaeli, 2002. 6. 2.)
  - 브라질 산토스(Santos, 2002. 6. 3.)
  - 베트남 칸호아성(Khanh Hoa, 2002. 6. 20.)
  - 러시아 톰스크(Tomsk, 2003. 11. 12.)
  - 중화인민공화국(우시, 2013. 9. 27.)
  - 미국 휴스턴(Houston, 2021. 11. 19)
  - 불가리아 부르가스(Burgas, 2021. 11. 23.)
- (국가) 우호협력도시 10곳[40]
  - 중화인민공화국 옌타이(Yantai, 2001. 11. 8.)
  - 일본 니가타(Niigata, 2006. 9. 21.)
  - 중화인민공화국 칭다오(Qingdao, 2009. 8. 3.)
  - 카자흐스탄 카라간디주(Karagandy, 2010. 4. 22.)
  - 일본 구마모토(Kumamoto, 2010. 4. 26.)
  - 이라크 바스라주(Basra, 2011. 10. 5.)
  - 우루과이 몬테비데오(Montevideo, 2012. 6.11.)
  - 체코 모라비아 실레지아주(Moravian-Silesian, 2014. 11.20.)
  - 미얀마 만달레이(Mandalay, 2016. 5. 2.)
  - 인도 첸나이(Chennai, 2016. 8. 2.)

## 같이 보기
- 울산광역시청
- 울산광역시의 마천루 목록
- 울산만
- 울산 단층